# Salvador Llamozas
Salvador Llamozas (Cumaná, Estat de Sucre, Veneçuela, 29 d'octubre de 1854 - [...?], 13 de gener de 1940), fou un músic i escriptor veneçolà.
A l'edat de deu anys ja es feia aplaudir com a pianista en els concerts públics, i als vint anys es traslladà a la capital (Caracas) per a dedicar-se al professorat i on també fundà un establiment editorial, que va prestar grans serveis a la cultura musical veneçolana. Va tenir al seu càrrec la critica de diversos diaris.
Entre les seves millors composicions cal citar les titulades:
- Nocturno tropical;
- Noches de Cumaná;
- Capricho popular;
- Siempre tú;
- Rapsodia veneçolana.

I dos himnes que aconseguiren el primer premi en els concursos celebrats en ocasió de l'apoteosi de Miranda i del centenari de Moragas.